# Amalie von Gehren
Amalie von Gehren, geb. Friederike Wilhelmine Amalie Baldinger (* 11. Oktober 1769 in Jena; † 14. Dezember 1819 in Darmstadt), war eine deutsche Dichterin und Schriftstellerin.

## Leben
Ihre Eltern waren der bekannte Mediziner Ernst Gottfried Baldinger (1738–1804) und dessen erste Ehefrau Dorothea Friderika geb. Gutbier (1739–1786). Das Paar hatte sechs Kinder – vier Söhne und zwei Töchter – von denen jedoch nur zwei Töchter das Kindesalter überlebten; Friederike Wilhelmine Amalie war die jüngere der beiden.
Baldinger wechselte während der Kinder- und Jugendjahre seiner Töchter aus beruflichen Gründen mehrfach mit seiner Familie den Wohnort, 1773 von Jena nach Göttingen, 1783 nach Kassel und schließlich 1785 nach Marburg. In Göttingen und Marburg wuchs Amalie in dem aufklärerisch-intellektuellen Milieu einer Universitätsstadt und ihres Elternhauses heran. Baldinger selbst war Gründer einer Lesegesellschaft in Marburg und unterhielt eine Privatbibliothek von zuletzt mehr als 15.000 Bänden. Zu seinen Freunden gehörten der Mathematiker und Physiker Georg Christoph Lichtenberg (1742–1799) und der Mathematiker und Epigrammdichter Abraham Gotthelf Kästner (1719–1800). 
Amalie genoss eine ausgezeichnete Erziehung und Bildung, hatte nahezu unbegrenzten Zugang zu jedweder Literatur der damaligen Zeit, und ihre Mutter Dorothea Friderika, autodidaktische Schriftstellerin, war ein Vorbild für ihre Tochter. 1789 heiratete sie in Marburg den Regierungs-Prokurator Bernhard von Gehren, mit dem sie 1791 nach Fronhausen in der Nähe von Marburg zog, den neuen Dienstort ihres zum dortigen Amtsschultheißen ernannten Gatten. 1792 zog das Paar in die Nähe von Darmstadt und 1793 nach Darmstadt selbst, wo Gehren Hofgerichts-Advokat wurde.
Bereits als junge Frau verfasste und veröffentlichte sie Gedichte, angefangen 1784 im Hessischen Musenalmanach. Wirklich bekannt wurde sie jedoch erst, als sie im Jahre 1810 ihren Briefwechsel der Jahre 1781–1799 mit dem 50 Jahre älteren Abraham Gotthelf Kästner, dem Freund ihres Vaters, in kommentierter Form veröffentlichte: Dreißig Briefe und mehrere Sinngedichte, von Abraham Gotthelf Kästner, vormals Hofrath und Professor zu Göttingen (Leske, Darmstadt, 1810). Die Briefe, teilweise noch an das Kind „Malchen“ gerichtet, behandeln zumeist persönliche Belange, und Amalie veröffentlichte sie, gewissermaßen als eine Art Kästner für Frauenzimmer, um Kästners hohe moralische Gesinnung, seine Jovialität und sein leutseliges Interesse für Frauen und Kinder zu betonen. 
Amalie von Gehren starb am 14. Dezember 1819 in Darmstadt.